# Orfeo (Moreau)
Orfeo è un dipinto a olio su legno del pittore simbolista francese Gustave Moreau, realizzato nel 1865 e conservato al Museo d'Orsay di Parigi. L'opera è nota anche col titolo Ragazza trace con la testa di Orfeo.

## Descrizione

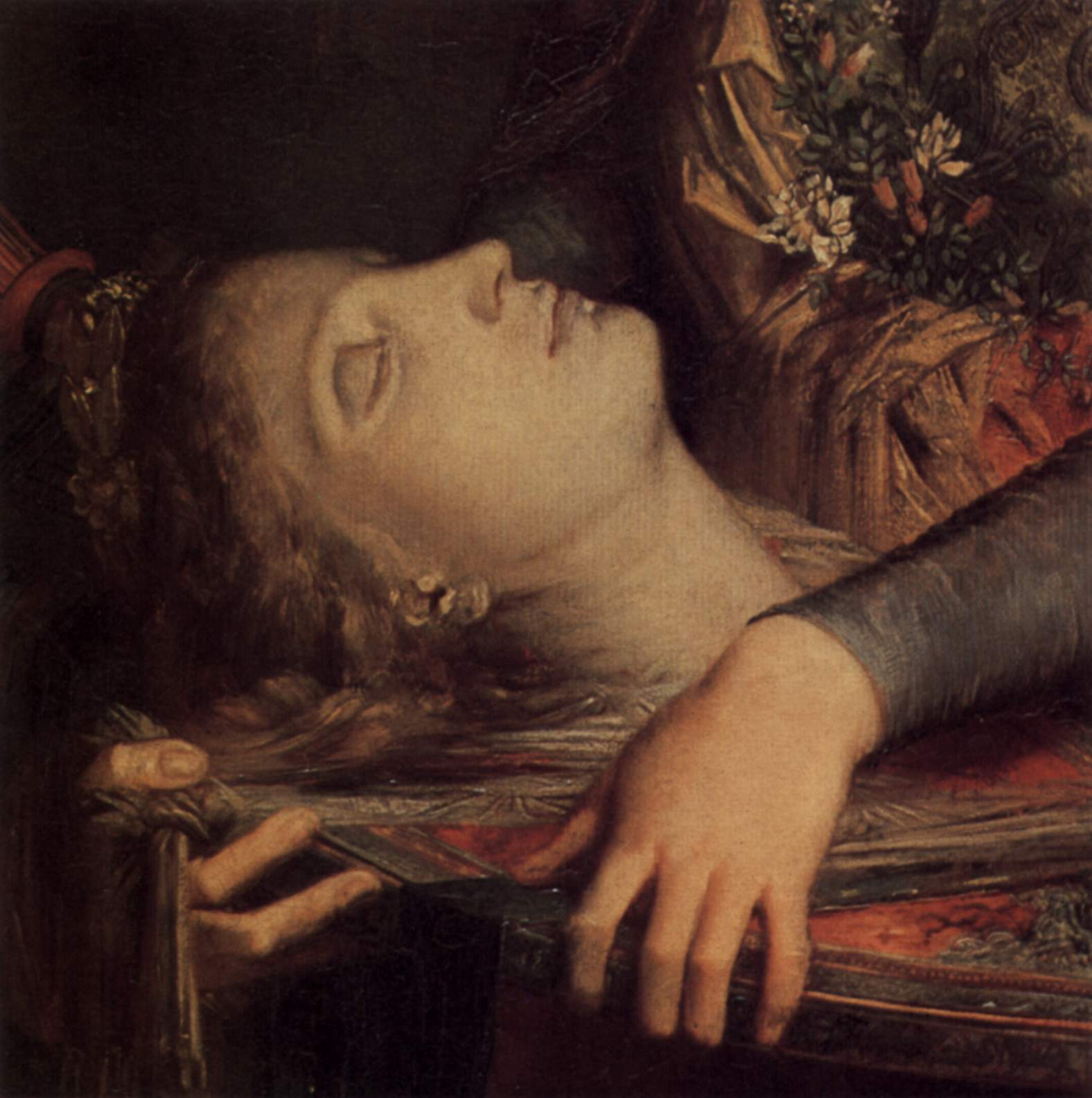
Gustave Moreau, Orfeo, dettaglio, 1865, Parigi, Museo d'Orsay

In quest'opera, presentata al Salon del 1866, Moreau si riallaccia a un celebre mito classico, quello di Orfeo, di cui la versione più nota era quella dell'undicesimo libro delle Metamorfosi di Ovidio. Era Orfeo un sommo cantore e musico, talmente abile da aver piegato al suono della sua lira le bestie più feroci e l'intero regno dei Morti. Il suo fascino magnetico non venne meno neanche dopo la morte dell'amata Euridice: egli, infatti, infatuò le Menadi, senza tuttavia cedere alle loro offerte. Avvelenate dal rifiuto del musico, le Menadi lo avrebbero sbranato.
Moreau in quest'opera decide di prolungare leggermente il racconto mitologico di Orfeo. Secondo la tradizione, infatti, le Menadi dopo aver ucciso il musico ne avrebbero gettato immediatamente le membra nel fiume Ebro. Secondo l'interpretazione proposta da Moreau, invece, il suo corpo mutilato viene scovato da una donna tracia che, mossa a pietà e indignata dal truce delitto delle Menadi, depone il capo dell'illustre musico su quella che fino a poco tempo prima era la sua lira. Gli occhi ormai esanimi di Orfeo e lo sguardo della donna si incontrano e, anzi, si contemplano vicendevolmente, dando vita a una compenetrazione indissolubile che probabilmente durerà per sempre. Sullo sfondo si estendono sereni paesaggi di leonardesca memoria, i quali con la loro bucolica calma stemperano l'atrocità del delitto appena perpetrato. Nell'angolo in basso a destra, infine, troviamo due tartarughe: sono stati i loro intestini, secondo il mito, ad aver fornito le corde della prima lira mai esistita, fabbricata dal dio Ermes. Il volto di Orfeo, invece, fu realizzato dopo numerosi studi su quello dello Schiavo morente di Michelangelo, di cui Moreau aveva un calco in gesso. La rielaborazione della scultura dell'artista fiorentino ne evidenzia la componente eterna ed immateriale, ossia l'idea divina. Infatti Moreau riteneva che l'evocazione dell'ideale in Michelangelo fosse una caratteristica delle più significative: l'artista, così, pare identificare il disagio del proprio secolo nel torpore mortale della dolorosa malinconia.
Il vago sapore mistico-fantastico che permea l'opera, la sua atmosfera suggestiva, sensuale, eppure lievemente inquietante, i dolci passaggi chiaroscurali e la tavolozza giocata sulle tonalità dorate sono tutte peculiarità riscontrabili in questo quadro e in una parte abbastanza rilevante della quadreria di Gustave Moreau, che a ragione si può definire uno degli interpreti più convinti e sensibili del Simbolismo in pittura. L'Orfeo, non a caso, fu tra le prime opere del Moreau a essere consacrata all'ufficialità del museo del Luxembourg, che lo aveva acquistato nel 1866 in ragione delle sue singolari qualità stilistiche.
excipis: et (mirum!) medio dum labitur amne

flebile nescio quid queritur lyra, flebile lingua

murmurat exanimis, respondet flebile ripae.»
è un prodigio: mentre fluttuano in mezzo alla corrente,

la lira flebile si lamenta, la lingua esanime

mormora un flebile gemito, flebili rispondono le rive.»
(Ovidio, Le metamorfosi, XI.50-53)
Il canto di Orfeo, che echeggia dopo la sua morte, simboleggia la sua simbiosi con la natura e l'eternità della poesia.  
Moreau interpreta liberamente il mito, cinge la testa di Orfeo con alloro apollineo, simbolo d'immortalità. Il tema della vittoria del canto sulla caducità della vita rinvia al potere universale dell'arte.